# Regierung Van Cauwenberghe I
Die Regierung Van Cauwenberghe I war die elfte wallonische Regierung. Sie amtierte vom 5. April 2000 bis zum 29. Juni 2004.
Bei der Regionalwahl am 13. Juni 1999 verloren die bisherigen Regierungsparteien Sozialistischer Partei (PS) und Christsozialer Partei (PSC) ihre Mehrheit. Die PS bildete eine Regierung gemeinsam mit dem liberalen Wahlbündnis PRL-FDF-MCC und der grünen Ecolo. Ministerpräsident wurde Elio Di Rupo (PS). Di Rupo trat im April 2000 zurück, um sich zukünftig auf seine Aufgaben als Vorsitzender der PS zu konzentrieren. Sein Nachfolger wurde der bisherige Haushaltsminister Jean-Claude Van Cauwenberghe. Nach der Regionalwahl am 13. Juni 2004 bildeten die PS und die Centre Démocrate Humaniste (CDH) eine Koalition.

## Zusammensetzung
| Amt | Name                         | Partei | Partei      | Amtszeit                        |
| --- | ---------------------------- | ------ | ----------- | ------------------------------- |
| Ministerpräsident | Jean-Claude Van Cauwenberghe |        | PS          | 5. April 2000– 29. Juni 2004    |
| stellvertretender Ministerpräsident und Minister für Wirtschaft, kleine und mittlere Unternehmen, Forschung und neue Technologien | Serge Kubla                  |        | PRL‑FDF‑MCC | 5. April 2000– 29. Juni 2004    |
| stellvertretender Ministerpräsident und Minister für Verkehr, Mobilität und Energie                                               | José Daras                   |        | Ecolo       | 5. April 2000– 29. Juni 2004    |
| stellvertretender Ministerpräsident und Minister für Haushalt, Wohnungen, Ausrüstung und öffentliche Arbeiten                     | Michel Daerden               |        | PS          | 5. April 2000– 29. Juni 2004    |
| Minister für Raumordnung, Städtebau und Umwelt                                                                                    | Michel Foret                 |        | PRL-FDF-MCC | 5. April 2000– 29. Juni 2004    |
| Minister für Landwirtschaft und den ländlichen Raum                                                                               | José Happart                 |        | PS          | 5. April 2000– 29. Juni 2004    |
| Minister für innere Angelegenheiten und den öffentlichen Dienst                                                                   | Jean-Marie Séverin           |        | PRL-FDF-MCC | 5. April 2000– 16. Oktober 2000 |
| Minister für innere Angelegenheiten und den öffentlichen Dienst                                                                   | Charles Michel               |        | PRL-FDF-MCC | 17. Oktober 2000– 29. Juni 2004 |
| Minister für Soziales und Gesundheit                                                                                              | Thierry Detienne             |        | Ecolo       | 5. April 2000– 29. Juni 2004    |
| Minister/-in für Arbeit und berufliche Weiterbildung                                                                              | Marie Arena                  |        | PS          | 5. April 2000– 12. Juli 2003    |
| Minister/-in für Arbeit und berufliche Weiterbildung                                                                              | Philippe Courard             |        | PS          | 16. Juli 2003– 29. Juni 2004    |

## Umbesetzungen
Innenminister Jean-Marie Séverin trat am 16. Oktober 2000 zurück und wurde Präsident des Parlaments der Französischen Gemeinschaft. Sein Nachfolger wurde Charles Michel.
Arbeitsministerin Marie Arena trat am 12. Juli 2003 zurück, um Ministerin in der föderalen Regierung Verhofstadt II zu werden. Ihr Nachfolger wurde Philippe Courard.